# Liste des districts dans le borough londonien de Camden
Ceci est une liste des districts du Borough londonien de Camden.
Les zones de code postal de Camden sont N, NW, W et WC.

Camden dans le Grand Londres

## Districts
| District           | Ville postale | Zone du code postal/District | Coordonnées                 | OS grid ref  |
| ------------------ | ------------- | ---------------------------- | --------------------------- | ------------ |
| Belsize Park       | LONDRES       | NW3                          | 51° 32′ 42″ N, 0° 09′ 48″ O | TQ273845     |
| Bloomsbury         | LONDRES       | WC1, NW1                     | 51° 31′ 34″ N, 0° 07′ 04″ O | TQ305825     |
| Camden Town        | LONDRES       | NW1, NW5                     | 51° 32′ 28″ N, 0° 08′ 36″ O | TQ295845     |
| Chalk Farm         | LONDRES       | NW1, NW3, NW5                | 51° 32′ 38″ N, 0° 09′ 07″ O | TQ2884       |
| Covent Garden      | LONDRES       | WC2                          | 51° 30′ 43″ N, 0° 07′ 24″ O | TQ303809     |
| Dartmouth Park     | LONDRES       | NW5                          | 51° 33′ 32″ N, 0° 08′ 33″ O | TQ287861     |
| Fitzrovia          | LONDRES       | W1, WC1                      | 51° 31′ 05″ N, 0° 08′ 10″ O | TQ2981       |
| Fortune Green      | LONDRES       | NW2, NW6                     | 51° 33′ 20″ N, 0° 11′ 40″ O | TQ2515985672 |
| Frognal            | LONDRES       | NW3                          | 51° 33′ 11″ N, 0° 10′ 52″ O | TQ2608085429 |
| Gospel Oak         | LONDRES       | NW3, NW5                     | 51° 33′ 14″ N, 0° 08′ 53″ O | TQ285855     |
| Hampstead          | LONDRES       | NW3                          | 51° 33′ 15″ N, 0° 10′ 28″ O | TQ265855     |
| Haverstock         | LONDRES       | NW3, NW5                     | 51° 32′ N, 0° 10′ O         | TQ273845     |
| Highgate           | LONDRES       | N6                           | 51° 34′ 18″ N, 0° 08′ 41″ O | TQ285875     |
| Holborn            | LONDRES       | WC1, WC2                     | 51° 31′ 02″ N, 0° 07′ 06″ O | TQ305815     |
| Kentish Town       | LONDRES       | NW5, NW1                     | 51° 32′ 41″ N, 0° 08′ 45″ O | TQ285845     |
| King's Cross       | LONDRES       | N1C                          | 51° 31′ 49″ N, 0° 07′ 25″ O | TQ315835     |
| Primrose Hill      | LONDRES       | NW1, NW3, NW8                | 51° 32′ 23″ N, 0° 09′ 39″ O | TQ282838     |
| St Giles           | LONDRES       | WC1, WC2                     | 51° 30′ 51″ N, 0° 07′ 37″ O | TQ300811     |
| St Pancras         | LONDRES       | WC1, NW1                     | 51° 31′ 34″ N, 0° 07′ 04″ O | TQ305825     |
| Somers Town        | LONDRES       | NW1                          | 51° 31′ 51″ N, 0° 07′ 53″ O | TQ295825     |
| South Hampstead    | LONDRES       | NW3, NW6, NW8                | 51° 32′ 33″ N, 0° 10′ 24″ O | TQ266842     |
| Swiss Cottage      | LONDRES       | NW3, NW6, NW8                | 51° 32′ 33″ N, 0° 10′ 24″ O | TQ266842     |
| Tufnell Park       | LONDRES       | N7, N19, NW5                 | 51° 33′ 25″ N, 0° 08′ 02″ O | TQ295855     |
| West End of London | LONDRES       |                              | 51° 30′ 48″ N, 0° 07′ 43″ O |              |
| West Hampstead     | LONDRES       | NW6                          | 51° 33′ 15″ N, 0° 11′ 20″ O | TQ255855     |

## Districts passés
- Agar Town

## Électoral wards
- Belsize
- Bloomsbury
- Camden Town with Primrose Hill
- Cantelowes
- Fortune Green
- Frognal and Fitzjohns
- Gospel Oak
- Hampstead Town
- Haverstock
- Highgate
- Holborn and Covent Garden
- Kentish Town
- Kilburn
- King's Cross
- Regent's Park
- St Pancras and Somers Town
- Swiss Cottage
- West Hampstead

## Lotissements
- Bourne Estate, Holborn
- Chalcots Estate, Swiss Cottage
- Peckwater Estate, Kentish Town
- Regent's Park Estate
- Whittington Estate, Highgate

## Référence
- (en) Cet article est partiellement ou en totalité issu de l’article de Wikipédia en anglais intitulé « List of districts in the London Borough of Camden » (voir la liste des auteurs).